# Figtree
Figtree è un villaggio di Saint Kitts e Nevis, capoluogo della parrocchia di Saint John Figtree.